# Primer Gabinet Godmanis
El primer Gabinet Godmanis fou el govern de Letònia entre el 7 de maig de 1990 i el 3 d'agost de 1993. Fou el primer govern de Letònia després d'aconseguir la independència de la Unió Soviètica i el primer dels governs liderats per Ivars Godmanis, qui també seria Primer Ministre entre 2007 i 2009. El seu mandat va començar el 7 de maig de 1990. Fou substituït pel gabinet Birkavs el 3 d'agost de 1993, després de les eleccions de juny de 1993.

## Composició
Llista dels ministeris de Letònia encapçalats per ministres del primer Gabinet Godmanis:
| Càrrec                                | Nom                | Partit                   | Dates                                        |
| ------------------------------------- | ------------------ | ------------------------ | -------------------------------------------- |
| Primer Ministre                       | Ivars Godmanis     | Front Popular de Letònia | 7 de maig de 1990 – 3 d'agost de 1993        |
| Viceprimer Ministre                   | Arnis Kalniņš      | Independent              | 7 de maig de 1990 – 13 de novembre de 1991   |
| Viceprimer Ministre                   | Ilmārs Bišers      | Front Popular de Letònia | 7 de maig de 1990 – 13 de novembre de 1991   |
| Ministre de Defensa                   | Tālavs Jundzis     | Front Popular de Letònia | 19 de novembre de 1991 – 3 d'agost de 1993   |
| Ministre d'Arquitectura i Construcció | Aivars Prūsis      | Independent              | 16 de maig de 1990 – 3 d'agost de 1993       |
| Ministre de Comerç Exterior           | Edgars Zausājevs   | Front Popular de Letònia | 19 de novembre de 1991 – 3 de març de 1993   |
| Ministre d'Afers Exteriors            | Jānis Jurkāns      | Front Popular de Letònia | 22 de maig de 1990 – 10 de novembre de 1992  |
| Ministre d'Afers Exteriors            | Georgs Andrejevs   | Via Letona               | 10 de novembre de 1992 – 3 d'agost de 1993   |
| Ministre d'Economia                   | Jānis Āboltiņš     | Independent              | 7 de maig de 1990 – 13 de novembre de 1991   |
| Ministre de Reforma Econòmica         | Arnis Kalniņš      | Independent              | 19 de novembre de 1991 – 12 de gener de 1993 |
| Ministre de Reforma Econòmica         | Aivars Kreituss    | Independent              | 19 de gener de 1993 – 3 d'agost de 1993      |
| Ministre d'Energia                    | Auseklis Lazdiņš   | Independent              | 15 de maig de 1990 – 13 de novembre de 1991  |
| Ministre de Finances                  | Elmārs Siliņš      | Independent              | 14 de maig de 1990 – 18 de maig de 1993      |
| Ministre de l'Interior                | Aloizs Vaznis      | Independent              | 4 de juny de 1990 – 20 de novembre de 1991   |
| Ministre de l'Interior                | Ziedonis Čevers    | Independent              | 20 de novembre de 1991 – 3 d'agost de 1993   |
| Ministre d'Afers Marítims             | Andrejs Dandzbergs | Independent              | 19 de novembre de 1991 – 3 d'agost de 1993   |
| Ministre de Cultura                   | Raimonds Pauls     | Independent              | 16 de maig de 1990 – 3 d'agost de 1993       |
| Ministre de Benestar                  | Teodors Eniņš      | Front Popular de Letònia | 19 de novembre de 1991 – 3 d'agost de 1993   |
| Ministre d'Agricultura                | Dainis Ģēģeris     | Front Popular de Letònia | 15 de maig de 1990 – 4 de maig de 1993       |
| Ministre de Recursos Materials        | Edgars Zausājevs   | Front Popular de Letònia | 15 de maig de 1990 – 13 de novembre de 1991  |
| Ministre d'Estat de Boscos            | Kārlis Bans        | Independent              | 3 d'agost de 1990 – 19 de novembre de 1991   |
| Ministre de Boscos                    | Kazimirs Šļakota   | Independent              | 19 de novembre de 1991 – 3 d'agost de 1993   |
| Ministre d'Indústria                  | Jānis Oherins      | Independent              | 5 de juny de 1990 – 13 de novembre de 1991   |
| Ministre d'Indústria i Energia        | Aivars Millers     | Independent              | 19 de novembre de 1991 – 3 d'agost de 1993   |
| Ministre de Comunicacions             | Pēteris Videnieks  | Independent              | 22 de maig de 1990 – 13 de novembre de 1991  |
| Ministre de Transport                 | Jānis Janovskis    | Independent              | 15 de maig de 1990 – 11 de gener de 1992     |
| Ministre de Transport                 | Andris Gūtmanis    | Independent              | 4 de març de 1992 – 3 d'agost de 1993        |
| Ministre de Seguretat Social          | Uldis Gundars      | Independent              | 18 de maig de 1990 – 13 de novembre de 1991  |
| Ministre d'Educació Nacional          | Andris Piebalgs    | Front Popular de Letònia | 18 de maig de 1990 – 3 d'agost de 1993       |
| Ministre de Justícia                  | Viktors Skudra     | Front Popular de Letònia | 5 de juny de 1990 – 18 de maig de 1993       |
| Ministre de Comerç                    | Armands Plaudis    | Independent              | 15 de maig de 1990 – 13 de novembre de 1991  |
| Ministre de Salut                     | Edvīns Platkājis   | Independent              | 16 de maig de 1990 – 13 de novembre de 1991  |
| Ministre d'Afers Governamentals       | Kārlis Līcis       | Independent              | 16 de maig de 1990 – 13 de novembre de 1991  |
| Ministre Especial de Pesca            | Gunārs Zakss       | Independent              | 3 d'agost de 1990 – 19 de novembre de 1991   |
| Ministre d'Estat                      | Jānis Dinevičs     | Independent              | 19 de novembre de 1991 – 3 d'agost de 1993   |